# Ніко Серрано
Нікола́с Серра́но Гальдеа́но (ісп. Nicolás Serrano Galdeano; нар. 5 березня 2003, Памплона) — іспанський футболіст, нападник клубу «Атлетік» (Більбао), який на правах оренди виступає за «Спортінг» (Хіхон).

## Клубна кар'єра

### «Атлетік» (Більбао)
Виступав за юнацькі команди «Чантреа» та «Осасуни», а у віці 12 років почав займатися в системі «Вільярреала». 2018 року перейшов до академії «Атлетіка» (Більбао). 25 травня 2020 року підписав свій перший професіональний контракт з клубом і був переведений до другої команди. 18 липня 2020 року дебютував за «Більбао Атлетік», взявши учать у матчі плей-оф за вихід до Сегунди проти «Бадахоса». В наступному сезоні провів 22 поєдинки в Сегунді Б, відзначившись трьома забитими м'ячами.
11 вересня 2021 року дебютував в основному складі «Атлетіка» в матчі Ла-Ліги проти «Мальорки», вийшовши на заміну Іньякі Вільямсу. 23 січня 2022 року в поєдинку Ла-Ліги проти «Райо Вальєкано» забив свій перший гол за «Атлетік», принісши перемогу команді (1-0).

#### Оренда в «Мірандес»
11 серпня 2022 року відправився в сезонну оренду в «Мірандес». 13 серпня дебютував за «Мірандес» в матчі Сегунди проти «Спортінга» (Хіхон). Всього за чес оренди провів 16 поєдинків за клуб.

#### Оренда в «Зволле»
10 серпня 2023 року продовжив контракт з «Атлетіком» ще на два роки та одразу відправився у сезонну оренду в нідерландський «ПЕК Зволле». 12 серпня 2023 року дебютував за нову команду в матчі Ередивізі проти роттердамської «Спарти», вийшовши на заміну Томасу Ламу. Всього провів за «Зволле» 11 зустрічей і взимку 2024 року достроково повернувся в «Атлетік».

#### Оренда в «Расінг» (Ферроль)
12 січня 2024 року на правах оренди перейшов у «Расінг» (Ферроль) до кінця сезону. 20 січня 2024 року дебютував за «Расінг» в матчі Сегунди проти «Реал Ов'єдо», замінивши Ебера Пену. 17 березня 2024 року в поєдинку чемпіонату проти «Реал Вальядолід» забив свій перший гол за клуб. Наприкінці сезону отримав ушкодження плеча, в результаті чого був прооперований. Всього за час оренди забив 4 голи у 14 матчах за «Расінг».

#### Повернення в «Атлетік»
Влітку 2024 року повернувся з оренди в «Атлетік», де став гравцем основної команди. 7 листопада 2024 року в матчі Ліги Європи УЄФА проти болгарського «Лудогорця» дебютував у єврокубках, відзначившись забитим м'ячем. 20 січня 2025 року продовжив контракт з «Атлетіком» до 2028 року.

#### Оренда в «Спортінг» (Хіхон)
31 січня 2025 року на правах оренди перейшов у клуб Сегунди в «Спортінг» (Хіхон) до кінця сезону. 1 лютого дебютував за нову команду в матчі Сегунди проти «Бургоса», замінивши Віктора Кампусано.

## Кар'єра в збірній
Виступав за збірні Іспанії до 16, до 17, до 18 і до 19 років.

## Статистика виступів
Станом на 30 березня 2025 
| Клуб               | Сезон             | Чемпіонат             | Чемпіонат | Чемпіонат | Кубок | Кубок | Єврокубки | Єврокубки | Інші  | Інші | Всього | Всього |
| Клуб               | Сезон             | Дивізіон              | Матчі     | Голи      | Матчі | Голи  | Матчі     | Голи      | Матчі | Голи | Матчі  | Голи   |
| ------------------ | ----------------- | --------------------- | --------- | --------- | ----- | ----- | --------- | --------- | ----- | ---- | ------ | ------ |
| Більбао Атлетік    | 2019–20           | Сегунда Дивізіон Б    | 1         | 0         | —     | —     | —         | —         | —     | —    | 1      | 0      |
| Більбао Атлетік    | 2020–21           | Сегунда Дивізіон Б    | 24        | 3         | —     | —     | —         | —         | —     | —    | 24     | 3      |
| Більбао Атлетік    | 2021–22           | Прімера Дивізіон RFEF | 14        | 3         | —     | —     | —         | —         | —     | —    | 14     | 3      |
| Більбао Атлетік    | Всього            | Всього                | 40        | 6         | —     | —     | —         | —         | —     | —    | 40     | 6      |
| Атлетік (Більбао)  | 2021–22           | Ла-Ліга               | 14        | 1         | 2     | 0     | —         | —         | 1     | 0    | 17     | 1      |
| Атлетік (Більбао)  | 2024–25           | Ла-Ліга               | 4         | 0         | 2     | 0     | 3         | 1         | 1     | 0    | 10     | 1      |
| Атлетік (Більбао)  | Всього            | Всього                | 18        | 1         | 4     | 0     | 3         | 1         | 2     | 0    | 27     | 2      |
| → Мірандес         | 2022–23           | Сегунда Дивізіон      | 16        | 0         | 0     | 0     | —         | —         | —     | —    | 16     | 0      |
| → Зволле           | 2023–24           | Ередивізі             | 10        | 0         | 1     | 0     | —         | —         | —     | —    | 11     | 0      |
| → Расінг (Ферроль) | 2023–24           | Сегунда Дивізіон      | 14        | 4         | —     | —     | —         | —         | —     | —    | 14     | 4      |
| → Спортінг (Хіхон) | 2024–25           | Сегунда Дивізіон      | 9         | 0         | —     | —     | —         | —         | —     | —    | 9      | 0      |
| Всього за кар'єру  | Всього за кар'єру | Всього за кар'єру     | 107       | 11        | 5     | 0     | 3         | 1         | 2     | 0    | 117    | 12     |

1. 1 2  Матчі в Суперкубку Іспанії
2. ↑  Матчі в Лізі Європи УЄФА